# Romance i Moskva
Romance i Moskva (russisk: Я шагаю по Москве, da.: ~ Jeg går (rundt) i Moskva) er en sovjetisk romantisk komediefilm fra 1964 produceret af Mosfilm og instrueret af Georgij Danelija efter manuskript af Gennadij Sjpalikov.
Filmen handler om en enkelt dag for en gruppe unge i Moskva og består af en række sammenkædede begivenheder, der sker i løbet af dagen for de fire unge hovedpersoner. Flere af de unge skuespillere (Jevgenij Steblov, Vladimir Basov og Irina Mirosjnitjenko) fik filmdebut, og Nikita Mikhalkov fik sin første hovedrolle med filmen. 
Filmen er ifølge skaberne en "lyrisk komedie" og var en del af det nybrud indenfor sovjetisk film under tøbruddet under Khrusjtjov, hvor film kunne være mindre dogmatiske. Filmen er fotograferet af Vadim Jusov. Musikken var skrevet af Andrej Petrov, der bl.a. komponerede titelsangen til tekst af Gennadij Sjpalikov. Titelsangen blev meget populær i Sovjetunionen.

## Modtagelse
Filmen fik blandede anmeldelser i USSR ved udgivelsen. Flere kritiserede filmen for den "konfliktfrie" karakter og manglen på kompleks dramaturgi i plottet. Andre roste filmens fotografering og skuespillernes naturlige skuespil. 
Filmen blev vist på Filmfestivalen i Cannes i 1964, hvor Danelija blev tildelt en særlig æresomtale af juryen blandt unge filmskabere: "For individualiteten og løfterne, de udtrykte i deres værker." Samme år blev Vadim Jusovs filmografi tildelt førstepræmien ved USSR's Film Festival og ved den internationale tekniske filmkonkurrence ved UNIATEC-kongressen i Milano.

## Medvirkende i udvalg
- Aleksej Loktev – Volodja
- Nikita Mikhalkov – Kolka
- Galina Polskikh – Aljona
- Jevgenij Steblov – Sasja
- Irina Titova – Sveta
- Vladimir Basov  – rengøringsmand
- Rolan Bykov – mand i en park

## Eftermæle
Filmen var populær hos den sovjetiske ungdom i begyndelsen af 1960'erne. Selvom filmens plot var en anelse naivt og enkelt, havde filmen en let og optimistisk tone. Titelsangen blev en slags uofficiel hymne til Moskva blandt ungdommen.
Filmens popularitet dalede i 1970'erne, men fik et nyt liv i 1980'erne i kontrast til de mere indadvendte og mørke film, der blev produceret på dette tidspunkt i USSR. 
Filmens titelsagn er i 1990'erne blevet genindspillet af flere russiske rock-/popgrupper (eksempelvis af Nogu Svelo!) og filmen blev i 2006 genindspillet som Zjara, der opnåede stor popularitet, på trods af dårlige anmeldelser.